# Lake Monowai
Der Lake Monowai ist ein See im Fiordland in der Region Southland auf der Südinsel Neuseelands und eine Station der Southern Scenic Route. Der 31 km² große See liegt im Südteil des Fiordland National Park, 120 km nordwestlich der Stadt Invercargill. Er befindet sich in einem langen, U-förmig gekrümmten Talabschnitt. Der Abfluss des Sees erfolgt im Nordosten durch den kurzen Monowai River, der nach 8 km in den Waiau River mündet.
Das Ostende des Sees ist über einen Fahrweg von der nordöstlich gelegenen Ansiedlung Monowai erreichbar. In der unbesiedelten Umgebung des Sees befinden sich lediglich wenige Schutzhütten.

## Wasserkraftwerk
Eines der ältesten Wasserkraftwerke der Südinsel, die 1925 eröffnete Monowai Power Station, wird vom Wasser des Sees gespeist. Sie befindet sich an der Mündung des Monowai River in den Waiau River.
Pläne zu einem Stau des Sees, um eine größere Höhendifferenz und damit mehr Leistung für das Kraftwerk zu erreichen, wurden 1970 von der Labour-Regierung unter Norman Kirk aufgegeben. Eine unabhängige Organisation, die Guardians of Lake Manapouri, Monowai, and Te Anau wurde zur Überwachung des Wasserspiegels eingerichtet.